# Gonzalo Botija Cabo
Gonzalo Botija Cabo (Quintanar de la Orden, 25 de diciembre de 1910-Albacete, 1979) fue un abogado y político español, alcalde de Albacete entre 1965 y 1974.

## Biografía
En 1941 marchó voluntario a la División Azul a combatir contra la Unión Soviética. Siendo decano del Ilustre Colegio de Abogados de Albacete fue nombrado alcalde de Albacete en 1965.
Durante su mandato promovió el saneamiento de la ciudad, con una inversión de 71 millones de pesetas, que consistió en el cubrimiento del canal de María Cristina, la instalación de una depuradora, la renovación de la red de alcantarillado y la distribución del agua potable.
Fue consejero nacional del movimiento y procurador en Cortes entre 1967 y 1976. En 1977 fue candidato al Senado por la provincia de Albacete en las elecciones generales de 1977 con Alianza Popular, no siendo elegido.

## Reconocimientos
Fue galardonado con la Gran Cruz de la Orden del Mérito Civil en 1974, por Decreto de Francisco Franco.